# Gúdar
Gúdar ist eine spanische Gemeinde (municipio) mit 73 Einwohnern (Stand: 2024) im Südosten der Provinz Teruel in der Autonomen Gemeinschaft Aragonien. 

## Lage
Gúdar liegt knapp 37 Kilometer (Fahrtstrecke) ostsüdöstlich der Provinzhauptstadt Teruel im Bergland der Sierra de Gúdar in einer Höhe von ca. 1580 m.

## Bevölkerungsentwicklung
| Jahr      | 1960 | 1970 | 1981 | 1991 | 2006 | 2011 | 2021 |
| Einwohner | 286  | 151  | 98   | 89   | 75   | 79   | 74   |

Die höchsten Einwohnerzahlen seiner Geschichte (knapp 800) verzeichnete Gúdar in der zweiten Hälfte des 19. Jahrhunderts.#

## Sehenswürdigkeiten

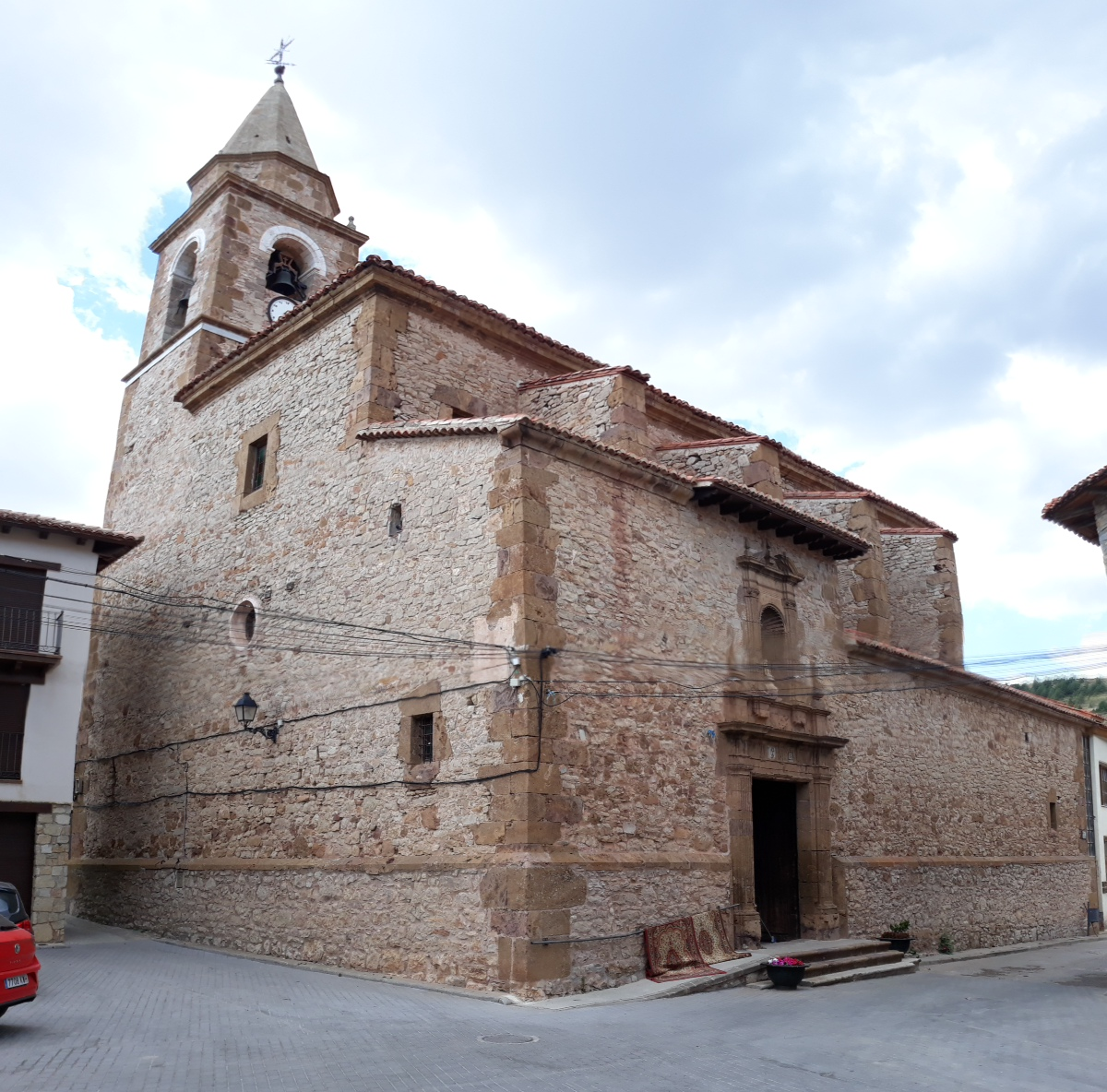
Barbarakirche
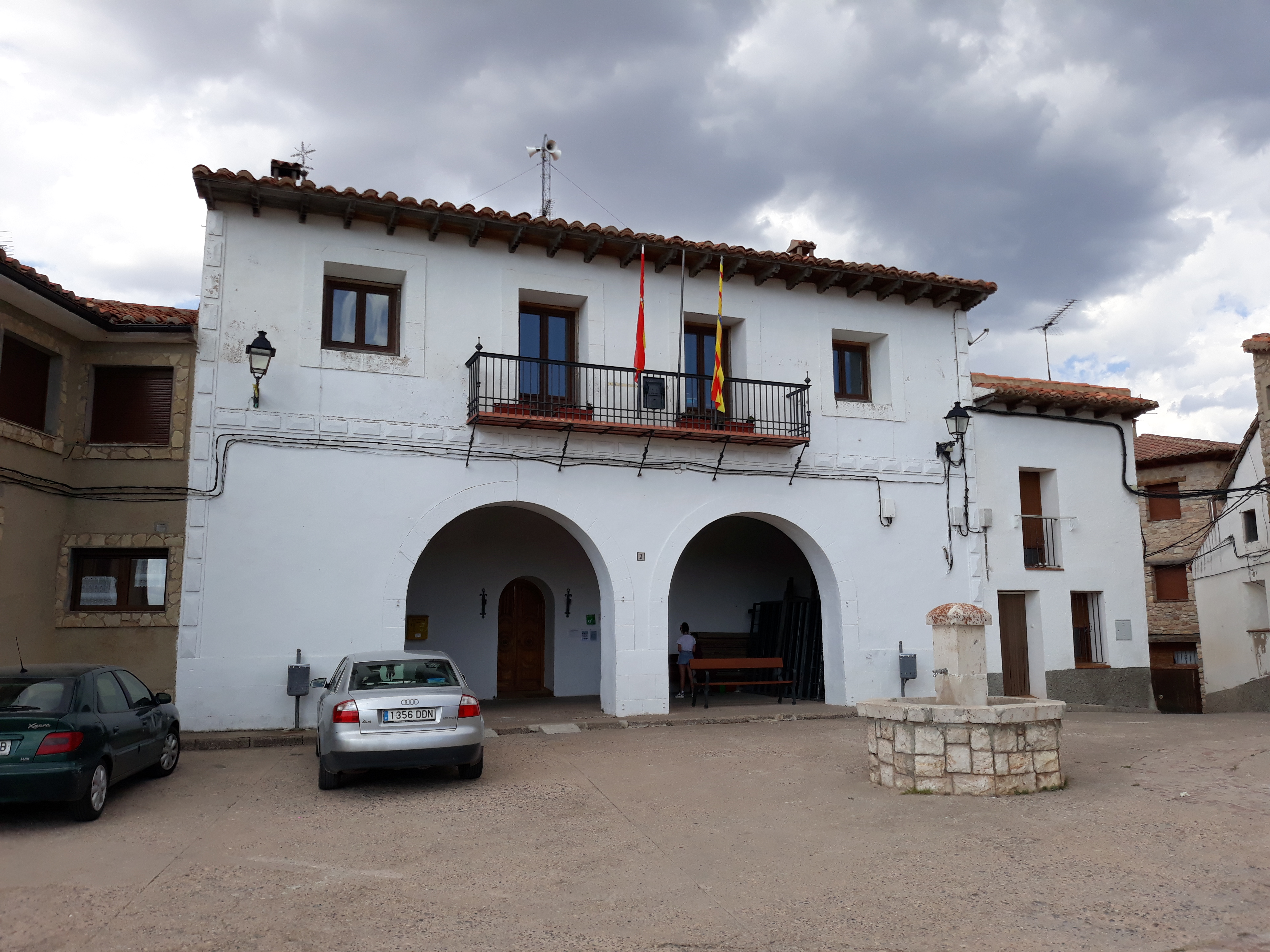
Magdalenenkapelle

- Barbarakirche
- Rathaus